# 穆斯林的征服

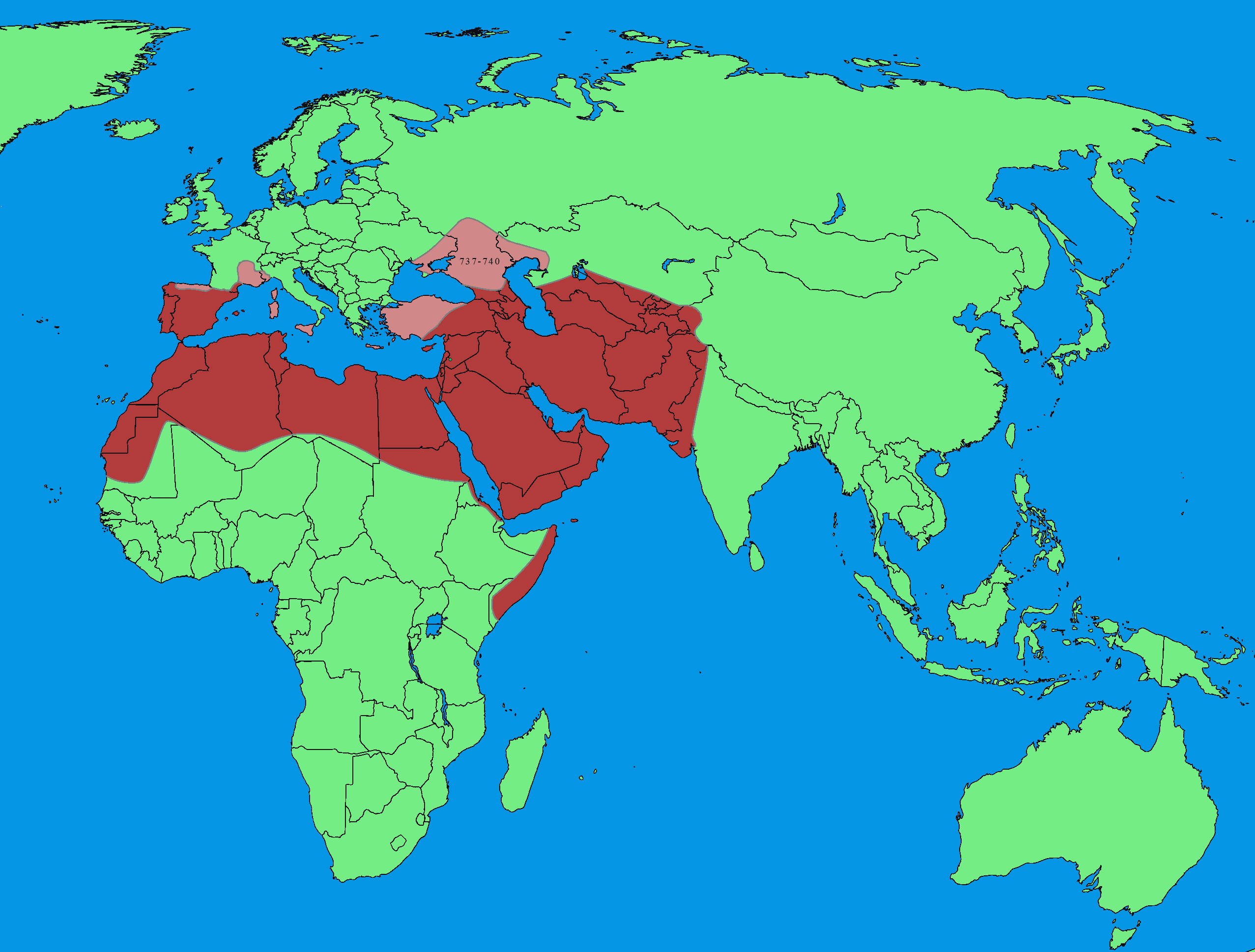
倭马亚王朝的版图

穆斯林的征服（阿拉伯语：‎，伊斯兰的征服，或阿拉伯语：‎，入侵），有时也称为阿拉伯的征服，在伊斯兰教的先知穆罕默德去世后开始。他在建立了阿拉伯半岛的统一政权，随后进入神权共和时期，至伊斯兰哈里发倭马亚王朝见证了穆斯林力量长达一个世纪快速膨胀。
穆斯林力量扩张远至中国、印度次大陆，穿越了南亚、中亚、北非、西西里岛和伊比利亚半岛直至比利牛斯山。